# Louis Apol
Lodewijk Frederik Hendrik (Louis) Apol (La Haia, 6 de setembre de 1850 - La Haia, 22 de novembre de 1936) fou un pintor neerlandès, un dels representants més prominents de l'Escola de la Haia.
El talent de Louis Apol es descobrí d'hora en la seva vida, i el seu pare li arranjà lliçons privades. Els seus professors foren J.F. Hoppenbrouwers i P.F. Stortenbeker. Rebé una beca del rei neerlandès Willem III el 1868. Louis Apol s'especialitzà en paisatges d'hivern. Les figures humanes es troben rarament en les seves pintures.
El 1880 Louis Apol participà en una expedició de l'SS Willem Barents a Spitsbergen (Nova Zembla) al Mar Polar. Les impressions d'aquest viatge foren una font d'inspiració durant tota la seva vida.
Les seves obres han estat molt difoses i es troben als EUA, el Regne Unit i Alemanya.
El Rijksmuseum i el Gemeentemuseum Den Haag tenen obres de Louis Apol a la seva col·lecció. Té un carrer al seu nom al veïnat de Overtoomse Veld-Noord, Amsterdam.